# Récepteur Eph

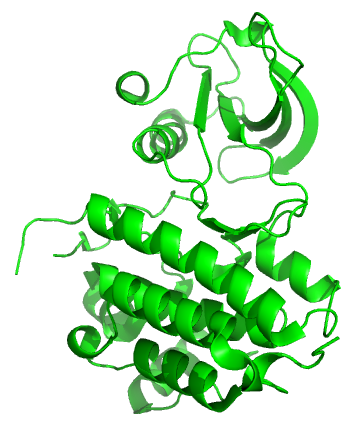
Diagramme en ruban de la structure secondaire / tertiaire du domaine kinase du récepteur 5 de l'éphrine humaine de type A (EphA5)

Les récepteurs à Eph sont une famille de protéines à type de récepteur à activité tyrosine kinase (RTK). Ses ligands sont des éphrines. Les récepteurs Eph et leurs ligands d'éphrine correspondants sont des protéines liées à la membrane qui nécessitent des interactions cellule-cellule directes pour l'activation des récepteurs Eph. la signalisation Eph/éphrine a été impliquée dans la régulation de nombreux processus essentiels au développement embryonnaire, y compris le guidage axonal, la formation des frontières tissulaires, la migration cellulaire ainsi que la segmentation. De plus, il a été identifié que la signalisation Eph/éphrine joue un rôle essentiel dans le maintien de plusieurs processus à l'âge adulte, notamment la potentialisation à long terme, l'angiogenèse, la différenciation des cellules souches et le cancer.

## Rôles
Ils interviennent dans la morphogenèse et la plasticité cérébrale, l'inflammation et les maladies immunologiques.

## Types
Ils sont classés en deux sous-groupes, A et B : 
- EPHA1, EPHA2, EPHA3, EPHA4, EPHA5, EPHA6, EPHA7, EPHA8, EPHA9, EPHA10 ;
- EPHB1, EPHB2, EPHB3, EPHB4, EPHB5, EPHB6.